# Smithfield (Rhode Island)
Smithfield é uma vila localizada no estado americano de Rhode Island, no condado de Providence. Foi fundada em 1636 e incorporada em 1730.

## Geografia
De acordo com o United States Census Bureau, a vila tem uma área de 71,9 km², onde 68,1 km² estão cobertos por terra e 3,8 km² por água.

## Demografia
Segundo o censo nacional de 2010, a sua população é de 21 430 habitantes e sua densidade populacional é de 314,49 hab/km². Possui 7 906 residências, que resulta em uma densidade de 116,02 residências/km².